# الآشوريون والسريان والكلدان في الولايات المتحدة
بدأت هجرة الآشوريين والسريان والكلدان إلى الأمريكيتين منذ ثمانينيات القرن التاسع عشر وذلك بسبب الظروف الاقتصادية وتوفر فرص العمل، كما أدى التمييز الديني إلى تسريع الهجرة منذ ذلك الحين. وقد بدأ المهاجرون من المناطق الريفية بسهل أورميا وسهل نينوى بالهجرة إلى المدن الصناعية بالولايات المتحدة حيث عملوا في المصانع وفي قطاع الخدمات. كما تبعتهم كذلك موجات ذهبت خصيصا للدراسة وتلقي العلوم.
وبحلول سنة 1906 أصبح عدد الآشوريين من أورميا في الولايات المتحدة ما يزيد على الألف أغلبيتهم الساحقة من الرجال الذين قدموا للعمل، غير أن المجازر التي حدثت خلال الحرب العالمية الأولى دعت العديد من العوائل إلى الهجرة إلى الولايات المتحدة وخاصة من قبل المشارقة الذين بدأوا بالاستقرار في كل من شيكاغو ونيو إنغلاند ومدينة تورلوك.
هاجر العديد من آشوريي وكلدان العراق خلال الستينات والسبعينات وفي فترة الحصار الاقتصادي على العراق وبدأوا بالاستقرار في مدينة ديترويت وخاصة بما سمي لاحقا بالحي الكلداني (Chaldean town) بها، كما ازدادت الهجرة من قبل آشوريي إيران بعد الثورة الإسلامية بها واستقر هؤلاء غالبا بولاية كاليفورنيا.